# Lan truyền văn hóa

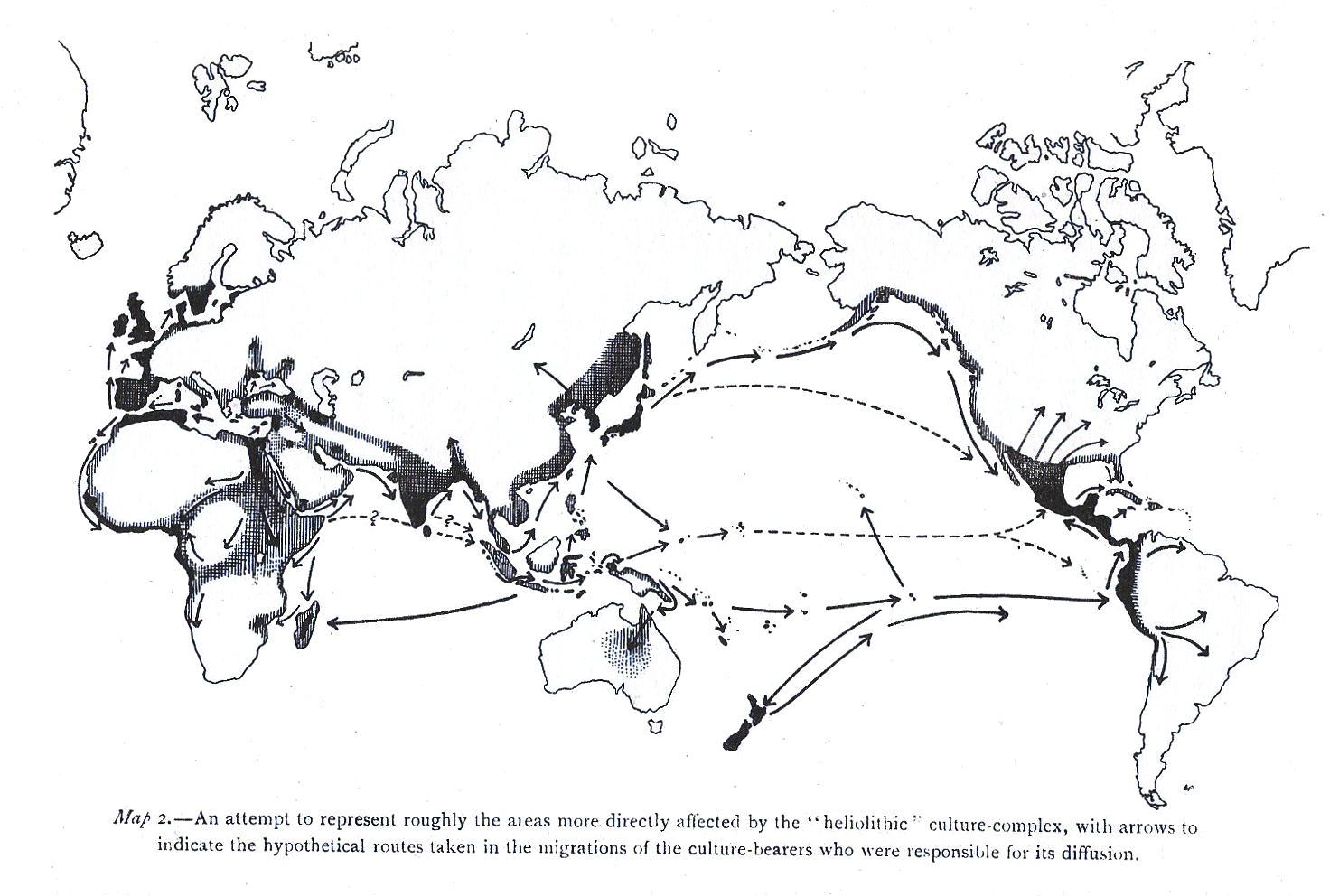
Bản đồ phát tán văn hóa từ Ai Cập của Grafton Elliot Smith

Lan truyền văn hóa (Cultural diffusion) trong nhân học văn hóa và địa văn hóa là sự khuếch tán văn hóa, lan tỏa và lan truyền các yếu tố văn hóa như ý tưởng, phong cách, tôn giáo, công nghệ, ngôn ngữ giữa các cá nhân, cho dù trong cùng một nền văn hóa hay từ nền văn hóa này sang nền văn hóa khác. Nó khác với sự nhân rộng của các sáng kiến trong một nền văn hóa cụ thể, những ví dụ về sự khuếch tán bao gồm sự lan truyền của cỗ xe chiến đấu và luyện kim sắt vào thời cổ đại, và việc sử dụng xe ô tô và bộ đồ công sở phương Tây vào thế kỷ XX. Khái niệm này được Leo Frobenius khái niệm hóa trong ấn phẩm Der westafrikanische Kulturkreis năm 1897/98 của ông.

## Loại hình

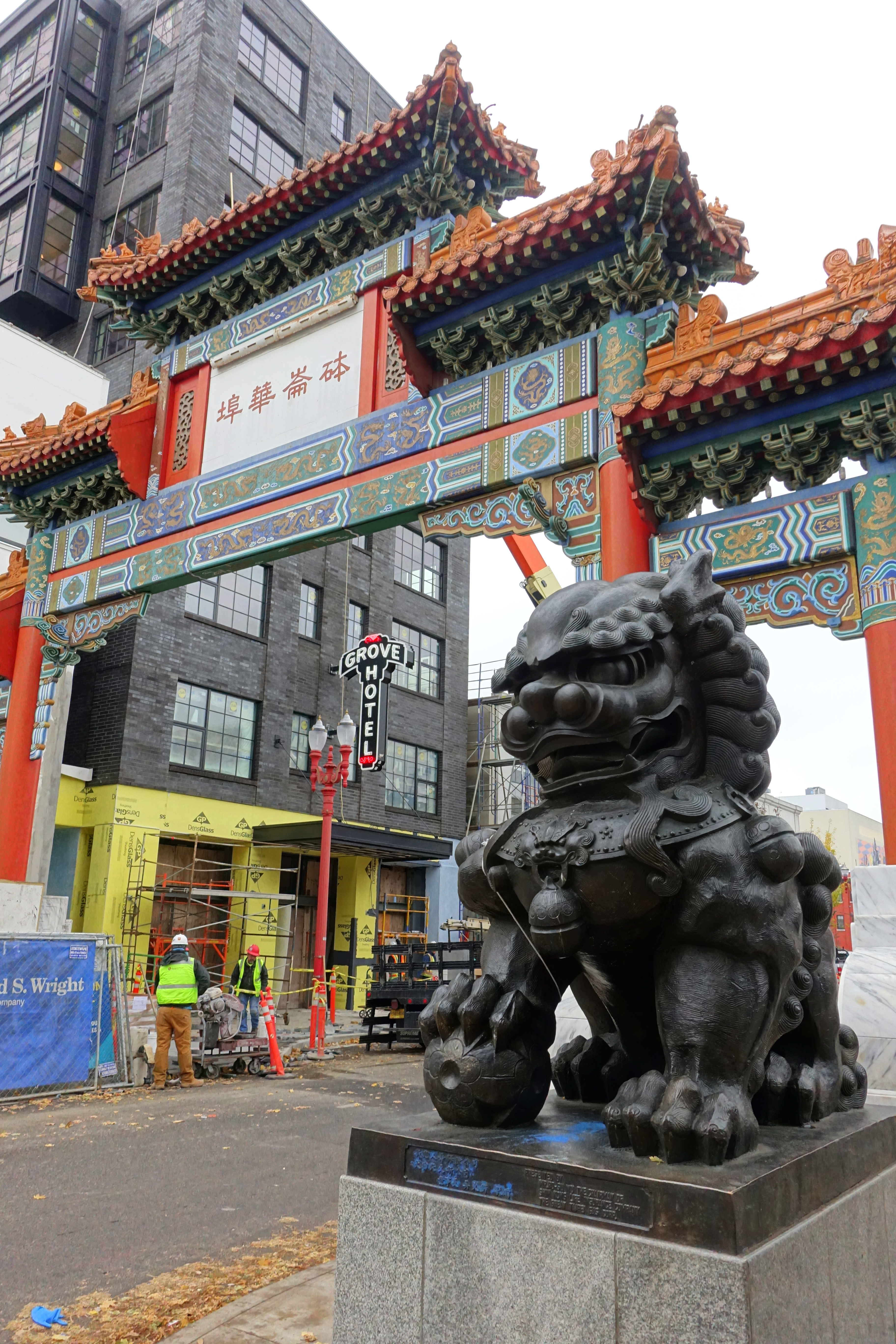
Phố Tàu và sự khuếch tán văn hóa Hán

Năm loại khuếch tán văn hóa chính đã được nhận diện:
- Khuếch tán mở rộng: Một sáng kiến hoặc ý tưởng phát triển trong một khu vực nguồn và duy trì mạnh mẽ ở đó, đồng thời lan rộng ra các khu vực khác. Điều này có thể bao gồm khuếch tán theo thứ bậc, kích thích và lây lan.
- Khuếch tán di dời: Một ý tưởng hoặc sáng kiến di cư đến các khu vực mới, bỏ lại nguồn gốc hoặc nguồn gốc của đặc điểm văn hóa.
- Khuếch tán theo thứ bậc: Một ý tưởng hoặc sáng kiến lan truyền bằng cách di chuyển từ nơi lớn hơn đến nơi nhỏ hơn, thường không quan tâm đến khoảng cách giữa các nơi và thường chịu ảnh hưởng của giới tinh hoa xã hội.
- Khuếch tán lây lan: Một ý tưởng hoặc sáng kiến lan truyền dựa trên sự tiếp xúc giữa người với người trong một nhóm cộng đồng nhất định mà không quan tâm đến thứ bậc. HIV/AIDS đầu tiên lan truyền đến các khu dân cư thành thị (Phóng tán theo thứ bậc) và sau đó lan truyền ra bên ngoài (phóng tán lây lan)[1]
- Sự khuếch tán kích thích: Một ý tưởng hoặc sáng kiến lan truyền dựa trên sự gắn bó của nó với một khái niệm khác. Xảy ra khi một ý tưởng nào đó bị bác bỏ nhưng khái niệm cơ bản được chấp nhận. Người Siberia đầu tiên thuần hóa tuần lộc chỉ sau khi tiếp xúc với gia súc thuần hóa được nuôi từ các nền văn hóa ở phía nam. Họ không sử dụng gia súc nhưng ý tưởng về các đàn gia súc thuần hóa đã hấp dẫn họ, và họ bắt đầu thuần hóa tuần lộc, một loài động vật mà họ đã săn bắn từ lâu[2].

## Cơ chế
Sự khuếch tán liên văn hóa có thể xảy ra theo nhiều cách. Sự thiên di sẽ mang theo nền văn hóa của những người di cư. Những ý tưởng có thể được mang theo bởi những du khách xuyên văn hóa, chẳng hạn như thương nhân, nhà thám hiểm, binh lính, nhà ngoại giao, nô lệ và thợ thủ công được thuê mướn. Sự khuếch tán công nghệ thường xảy ra khi một xã hội thu hút các nhà khoa học hoặc công nhân lành nghề bằng tiền hoặc sự khuyến khích khác. Các cuộc hôn nhân xuyên văn hóa giữa hai nền văn hóa lân cận hoặc xen kẽ cũng góp phần vào sự khuếch tán này. Trong các xã hội có trình độ học vấn, sự khuếch tán có thể diễn ra thông qua thư từ, sách vở và trong thời hiện đại, thông qua phương tiện truyền thông điện tử. Có ba loại cơ chế khuếch tán:
- Sự khuếch tán trực tiếp xảy ra khi hai nền văn hóa rất gần nhau, dẫn đến hôn nhân, thương mại và thậm chí là chiến tranh. Một ví dụ về sự khuếch tán trực tiếp là giữa Hoa Kỳ và Canada, nơi những người sống trên biên giới của hai quốc gia này tham gia vào môn khúc côn cầu, bắt đầu từ Canada, và bóng chày, môn thể thao phổ biến trong văn hóa Mỹ.
- Sự khuếch tán cưỡng bức xảy ra khi một nền văn hóa khuất phục (chinh phục hoặc nô dịch) một nền văn hóa khác và áp đặt phong tục của mình lên những người bị chinh phục, gọi là đồng hóa văn hóa. Một ví dụ là sự Cơ Đốc hóa của người bản địa ở Châu Mỹ dưới sự cưỡng bức người Tây Ban Nha, Pháp, Anh và Bồ Đào Nha, hoặc sự cưỡng bức Hồi giáo hóa của người Tây Phi từ người Fula hoặc của người Nuristani bởi người Afghanistan, hoặc quá trình Hán hóa các dân tộc Bách Việt cư trú ở phía Nam sông Dương Tử.
- Sự khuếch tán gián tiếp xảy ra khi các đặc điểm được truyền từ nền văn hóa này qua một trung gian sang nền văn hóa khác, mà không có sự tiếp xúc trực tiếp giữa nền văn hóa đầu tiên và cuối cùng. Một ví dụ có thể là sự hiện diện của đồ ăn Mexico ở Canada vì một vùng lãnh thổ rộng lớn (Hoa Kỳ) nằm giữa. Sự khuếch tán trực tiếp phổ biến vào thời cổ đại khi các nhóm nhỏ con người sống trong các khu định cư liền kề. Sự khuếch tán gián tiếp phổ biến trong thế giới ngày nay vì phương tiện truyền thông đại chúng và sự phát minh ra Internet. Một tác phẩm khác cũng rất đáng chú ý là tác phẩm của nhà sử học và nhà phê bình người Mỹ Daniel J. Boorstin trong cuốn sách The Discoverers, trong đó ông đưa ra góc nhìn lịch sử về vai trò của những nhà thám hiểm trong quá trình truyền bá những sáng kiến giữa các nền văn minh.

## Các nhân vật
Những người đóng góp chính cho nghiên cứu và lý thuyết về sự lan truyền liên văn hóa bao gồm:
- Franz Boas
- Anne Walbank Buckland
- James Burnett
- Leo Frobenius
- Cyrus H. Gordon
- Fritz Graebner
- A. C. Haddon
- Alice Beck Kehoe
- David H. Kelley
- A. L. Kroeber
- W. J. Perry
- Friedrich Ratzel
- W. H. R. Rivers
- Everett Rogers
- Wilhelm Schmidt
- Grafton Elliot Smith
- E. B. Tylor
- Clark Wissler
- Thomas Friedman